# 安同良
安同良 (1966年—)，南京大学教授、商学院院长，研究方向为产业经济学、创新经济学、证券投资等，著有《企业技术能力发展论》、《产学研协同创新研究》等书。任中华人民共和国教育部“长江学者”特聘教授。